# Oostelijke Groene Wig
De Oostelijke Groene Wig is een park in Almere Haven. 
Het park vormt samen met de Westelijke Groene Wig de overgang van de bebouwing naar de bossen en het water van Almere Haven. In het gebied liggen het Stadswerfpark, speeltuin Speelhaven, sportpark De Marken en het noordelijk gelegen volkstuincomplex Spittershoek. Schapen zorgen voor begrazing van het Vliegerpark. Aan de oostzijde wordt de Oostelijke Groene wig begrensd door de Waterlandse Tocht en de Lange Wetering. Door het gebied lopen het Markenpad, het Pedersenpad en het Kesslerpad.
Beatrixpark ·
Beginbos ·
Bos der Onverzettelijken ·
Cascadepark ·
Den Uylpark ·
Ebenezer Howardpark ·
Hannie Schaftpark ·
Homeruspark ·
Stadslandgoed de Kemphaan ·
Kromslootpark ·
Lage Vaartoever ·
Laterna Magikapark ·
Leeghwaterplas ·
Lumièrepark ·
Meridiaanpark ·
Muzenpark ·
Noorderleede Oever ·
Oostelijke Groene Wig ·
Overgooische Zoom ·
Polderpark ·
Vroege Vogelbos ·
Westelijke Groene Wig